# Jacek Bocian
Jacek Bocian (Polonia, 15 de septiembre de 1976) es un atleta polaco, especializado en la prueba de 4x400 m, en la que llegó a ser campeón mundial en 1999.

## Carrera deportiva
En el Mundial de Sevilla 1999 ganó la medalla de oro en los relevos 4x100 metros, con un tiempo de 2:58.91 segundos, por delante de Jamaica y Sudáfrica, siendo sus compañeros de equipo: Robert Maćkowiak, Tomasz Czubak y Piotr Haczek.
Dos años después, en el Mundial de Edmonton 2001 ganó la medalla de bronce en la misma prueba, tras Bahamas (oro) y Jamaica (plata).